# All-starwedstrijd

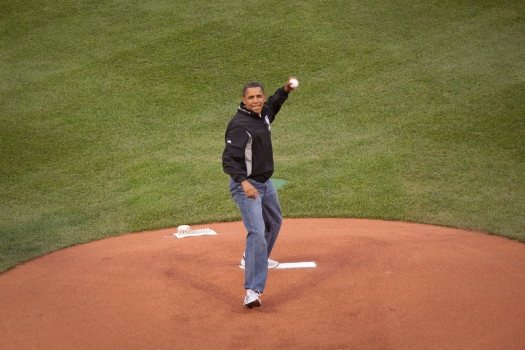
President Barack Obama werpt de eerste honkbal als ceremoniële start van het Major League Baseball All-Star Game in 2009

Een all-starwedstrijd (Engels: all-star game) is een vriendschappelijke wedstrijd tussen teams geselecteerd uit de beste spelers (all-stars) van de teams die deelnemen in de hoogste divisies van een sport. All-starwedstrijden zijn vooral populair in de Verenigde Staten.

## All-starwedstrijden in de Verenigde Staten
- Major League Baseball All-Star Game, een all-starwedstrijd in de Verenigde Staten voor honkbal
- Major League Soccer All-Star Game, een all-starwedstrijd in de Verenigde Staten voor voetbal
- NBA All-Star Game, een all-starwedstrijd in de Verenigde Staten voor basketbal
- Pro Bowl, een all-starwedstrijd in de Verenigde Staten voor American football
- All-Star Race, een all-starrace in de Verenigde Staten voor de NASCAR Sprint Cup